# Élections législatives togolaises de 1961
Les élections législatives togolaises de 1961 se déroulent le 9 avril 1961 afin de pourvoir les 52 sièges de l'Assemblée nationale du Togo. Il s'agit des premières législatives organisée depuis l'indépendance du pays le 27 avril 1960.
Les élections ne sont pas de nature démocratique, le premier ministre Sylvanus Olympio ayant empêché une coalition de partis d'opposition composée de l'Union Démocratique des Populations Togolaises (UDPT) et de la Juvento de présenter une liste de candidats. Son Parti de l'unité togolaise remporte ainsi la totalité des sièges en l'absence d'opposants. Olympio est élu président dans les mêmes conditions, et fait adopter le même jour par référendum une nouvelle constitution faisant passer le pays d'un régime parlementaire à un régime semi-présidentiel lui octroyant des pouvoirs élargis. Olympio met rapidement en place un régime autocratique excluant les élites politiques du nord du pays et s'appuyant sur celles du milieu des affaires du sud, auparavant privilégiées à l'époque coloniale. L'année suivante, les partis politiques autre que le PUT sont interdits, ce dernier étant de fait érigé en parti unique.

## Résultats
|                           |                                  |         |       |        |     |  |  |  |  |  |  |  |  |  |
| Parti                     | Parti                            | Votes   | %     | Sièges | +/– |  |  |  |  |  |  |  |  |  |
|                           | Parti de l'unité togolaise (PUT) | 590 938 | 100   | 52     | 23  |  |  |  |  |  |  |  |  |  |
|                           |                                  |         |       |        |     |  |  |  |  |  |  |  |  |  |
| Votes valides             | Votes valides                    | 560 838 | 99,38 |        |     |  |  |  |  |  |  |  |  |  |
| Votes blancs et invalides | Votes blancs et invalides        | 3 779   | 0,62  |        |     |  |  |  |  |  |  |  |  |  |
| Total                     | Total                            | 564 617 | 100   | 52     | 16  |  |  |  |  |  |  |  |  |  |
| Abstention                | Abstention                       | 63 371  | 10,09 |        |     |  |  |  |  |  |  |  |  |  |
| Inscrits/Participation    | Inscrits/Participation           | 627 688 | 89,91 |        |     |  |  |  |  |  |  |  |  |  |